# Divisione di Basti
La divisione di Basti è una divisione dello stato federato indiano dell'Uttar Pradesh, di 5 532 020 abitanti. Il suo capoluogo è Basti.
La divisione di Basti comprende i distretti di Basti, Sant Kabir Nagar e Siddharthnagar.